# Katarina Bralo
Katarina Bralo (* 19. August 1988 in München, Deutschland) ist eine ehemalige kroatische Handballspielerin.

## Karriere
Katarina Bralo begann mit elf Jahren das Handballspielen in ihrem Geburtsort München beim SC Freimann und anschließend beim  PSV München. 2005 wechselte die Torhüterin zum kroatischen Erstligisten ŽRK Podravka Koprivnica. Im Herbst 2006 kehrte sie wieder nach Deutschland zurück. Bis 2008 war Katarina beim Bundesligisten Frankfurter HC aktiv. Anschließend hütete sie für eine Saison das Tor vom Ligarivalen Thüringer HC. Mit dem Thüringer HC stand sie 2008 im Challenge Cup Finale. Im Sommer 2009 unterschrieb sie einen Vertrag beim dänischen Spitzenverein Viborg HK. Mit Viborg gewann sie 2010 die EHF Champions League und die dänische Meisterschaft. Nach einem Jahr in Viborg wechselte Katarina im Sommer zum französischen Verein Handball Cercle Nîmes. 2012 stand sie mit Nimes im Finale des Cup de la France. Im Sommer 2012 schloss sie sich ŽRK Budućnost Podgorica an. Mit Podgorica gewann sie 2013 die Meisterschaft. Anschließend musste Katarina Bralo, aus gesundheitlichen Gründen, ihre sportliche Laufbahn beenden und kehrte an ihren Geburtsort nach München zurück.